# لاري مارتين
لاري مارتين (بالإنجليزية : Larry Dean Martin) واسمه الكامل لاري دين مارتين ولد يوم 8 ديسمبر 1943. عالم حفريات أمريكي فقاري وأمينة متحف التاريخ الطبيعي ومركز أبحاث التنوع البيولوجي في جامعة كانساس. من بين أعمال مارتن هو البحث في الزواحف الترياسيّة لونغيسكوا والديناصور ذوات الأقدام (أو الطير الأحفوري) "Caudipteryx" و "Dakotaraptor". ووفقًا لجامعة كنساس ، فقد "كان أحد المعارضين الرئيسيين للنظرية القائلة بأن الطيور هي" ديناصورات حية ". وقد ظهر أيضًا في بعض الأفلام الوثائقية التلفزيونية حول الديناصورات، بما في ذلك نادي الجوراسي.
توفي لاري بسبب مرض السرطان عن عمر يناهز 69 سنة في 9 مارس 2013 ، بعد معركة طويلة مع المرض.